# Associazione Sportiva Udinese 1922-1923
Questa pagina raccoglie i dati riguardanti l'Associazione Sportiva Udinese nelle competizioni ufficiali della stagione 1922-1923.

## Stagione
Nella stagione 1922-1923 l'Udinese del presidente Alessandro del Torso, viene affidata all'allenatore magiaro Lipót Kanyaurek, è inserita in Prima Divisione dopo lo scisma della precedente stagione. Il cambiamento è stato epocale, non si disputano più soltanto 10 partite come nella stagione precedente, ed è difficile per le zebrette competere con squadroni del calibro di Genoa, Milan, Juventus e Bologna in un girone dove si devono disputare 22 partite.
Il 25 marzo 1923 allo stadio "Sterlino" di Bologna subisce un vero e proprio tracollo (14-0), che resta a tutt'oggi la peggiore sconfitta in trasferta di sempre. Con 68 reti subite ed una sola vittoria su 22 partite, la squadra bianconera ha la peggior difesa del girone e a fine stagione retrocede in Seconda Divisione con il misero bottino di 5 punti, insieme all'altro fanalino di coda L'Esperia Como.

## Rosa
| N. |                   | Ruolo | Calciatore           |
| -- | ----------------- | ----- | -------------------- |
|    | Italia (bandiera) | P     | Libero Lodolo        |
|    | Italia (bandiera) | P     | Bon                  |
|    | Italia (bandiera) | D     | Gino Bellotto        |
|    | Italia (bandiera) | D     | Benassi              |
|    | Italia (bandiera) | D     | Ettore Cantarutti    |
|    | Italia (bandiera) | D     | Fornasiero           |
|    | Italia (bandiera) | D     | Alberto Liuzzi (I)   |
|    | Italia (bandiera) | D     | Giuseppe Liuzzi (II) |
|    | Italia (bandiera) | D     | Ugo Schiffo          |
|    | Italia (bandiera) | C     | Enzo Dal Dan (IV)    |
|    | Italia (bandiera) | C     | Gino De Biasi        |

| N. |                   | Ruolo | Calciatore         |
| -- | ----------------- | ----- | ------------------ |
|    | Italia (bandiera) | C     | Pietro Gerace      |
|    | Italia (bandiera) | C     | Carlo Melchior     |
|    | Italia (bandiera) | C     | Raimondo Mulinaris |
|    | Italia (bandiera) | C     | Silvio Semintendi  |
|    | Italia (bandiera) | C     | Luigi Tosolini     |
|    | Italia (bandiera) | A     | Mario Agosti       |
|    | Italia (bandiera) | A     | Carlo Bonino       |
|    | Italia (bandiera) | A     | Liuzzi III         |
|    | Italia (bandiera) | A     | Luigi Miconi       |
|    | Italia (bandiera) | A     | Giacomo Moretti    |

## Risultati

### Prima Divisione girone B

#### Girone di andata
| Arbitro: | Bistoletti (Milano) |

|                                 |           |  |
| Cuttin 25’ (rig.) Forlivesi 72’ | Marcatori |  |

| Arbitro: | A.Gama (Milano) |

|            |           |             |
| Zacchi 55’ | Marcatori | 15’ Moretti |

| Arbitro: | Storer (Venezia) |

|                                 |           |                            |
| Bellotto 25’ (rig.), 58’ (rig.) | Marcatori | 2’ Rossetti 84’ Cassanelli |

| Arbitro: | Crivelli (Milano) |

|             |           |  |
| Defendi 55’ | Marcatori |  |

| Arbitro: | A.Gama (Milano) |

|  |           |              |
|  | Marcatori | 60’ Ferraris |

| Arbitro: | Bellini (Padova) |

|  |           |              |
|  | Marcatori | 76’ Genovesi |

| Arbitro: | Crivelli (Milano) |

|                        |           |                        |
| Castelli 44’, 51’, 74’ | Marcatori | 5’ Gerace 77’ Melchior |

| Arbitro: | U.Gama (Milano) |

|             |           |                        |
| Bellotto 1’ | Marcatori | 40’ Crotti 70’ Bonzani |

| Arbitro: | Ferluga (Trieste) |

|                     |           |                               |
| Tosolini 13’ (rig.) | Marcatori | 3’ Torriani 44’ Tosi 48’ Raso |

| Arbitro: | Enrietti (Torino) |

|                                       |           |             |
| Giorgini 22’ Robotti 75’ Vannozzi 86’ | Marcatori | 17’ Moretti |

| Arbitro: | Bellini (Padova) |

|  |           |                |
|  | Marcatori | Santamaria 87’ |

#### Girone di ritorno
| Arbitro: | Livraghi (Milano) |

|  |           |                           |
|  | Marcatori | 22’ Gavioli 89’ Forlivesi |

| Arbitro: | Alfieri (Bologna) |

|             |           |                                                                   |
| Moretti 22’ | Marcatori | 9’, 21’, 84’ Papa 25’ (rig.) Santagostino 35’ Poggia 54’ Ballarin |

| Arbitro: | Brunetti (Torino) |

|                                                       |           |  |
| Viola 30’ (rig.) Gallotti 44’, 62’, 65’ Calzolari 85’ | Marcatori |  |

| Arbitro: | Bellini (Padova) |

|                                  |           |                          |
| Melchior 53’ Bellotto 75’ (rig.) | Marcatori | 33’ Bonzio 70’ Albertoni |

| Arbitro: | Fries (Milano) |

|                   |           |  |
| Ansermino 3’, 65’ | Marcatori |  |

| Arbitro: | Storer (Venezia) |

| |           |  |
| Baldi 2’ (rig.) Perin 14’, 43’ Pozzi 48’ Schiavio 17’, 53’, 55’, 82’ Genovesi 34’, 60’, 75’, 83’, 84’ Rubini 71’ | Marcatori |  |

| Arbitro: | Ferluga (Trieste) |

|             |           |  |
| Moretti 38’ | Marcatori |  |

| Arbitro: | Crivelli (Milano) |

|                                               |           |  |
| Crotti 7’, 85’ Bellolio 47’, 63’ Gianelli 71’ | Marcatori |  |

| Arbitro: | Gera (Torino) |

|                               |           |            |
| Morelli 4’ Malaspina 20’, 72’ | Marcatori | 39’ Miconi |

| Arbitro: | Barbon (Venezia) |

|              |           |                                |
| Tosolini 78’ | Marcatori | 7’ Battezzati 73’, 75’ Bottino |

| Arbitro: | Mauro (Milano) |

|                                                                |           |  |
| Santamaria 11’ Bergamino 13’ Neri 21’ Catto 35’, 59’ Sardi 64’ | Marcatori |  |

## Statistiche

### Statistiche di squadra
| Competizione    | Punti | In casa | In casa | In casa | In casa | In casa | In casa | In trasferta | In trasferta | In trasferta | In trasferta | In trasferta | In trasferta | Totale | Totale | Totale | Totale | Totale | Totale | DR  |
| Competizione    | Punti | G       | V       | N       | P       | Gf      | Gs      | G            | V            | N            | P            | Gf           | Gs           | G      | V      | N      | P      | Gf     | Gs     | DR  |
| --------------- | ----- | ------- | ------- | ------- | ------- | ------- | ------- | ------------ | ------------ | ------------ | ------------ | ------------ | ------------ | ------ | ------ | ------ | ------ | ------ | ------ | --- |
| Prima Divisione | 5     | 11      | 1       | 2       | 8       | 9       | 23      | 11           | 0            | 1            | 10           | 5            | 45           | 22     | 1      | 3      | 18     | 14     | 68     | -54 |

### Statistiche dei giocatori
| Giocatore     | Prima Divisione | Prima Divisione |
| Giocatore     | Presenze        | Reti            |
| ------------- | --------------- | --------------- |
| M. Agosti     | 3               | 0               |
| G. Bellotto   | 18              | 4               |
| ? Benassi     | 7               | 0               |
| ? Bon         | 3               | -18             |
| C. Bonino     | 3               | 0               |
| E. Cantarutti | 21              | 0               |
| E. Dal Dan IV | 9               | 0               |
| G. De Biasi   | 7               | 0               |
| Fornasiero    | 1               | 0               |
| P. Gerace     | 14              | 1               |
| A. Liuzzi I   | 13              | 0               |
| G. Liuzzi II  | 18              | 0               |
| Liuzzi III    | 6               | 0               |
| L. Lodolo     | 19              | -51             |
| C. Melchior   | 19              | 2               |
| L. Miconi     | 9               | 1               |
| G. Moretti    | 21              | 4               |
| R. Mulinaris  | 11              | 0               |
| U. Schiffo    | 2               | 0               |
| S. Semintendi | 16              | 0               |
| L. Tosolini   | 21              | 2               |

All'epoca non esistevano i cartellini gialli e rossi (introdotti molto dopo), ma solo ammonizioni verbali ed espulsioni effettive. Sulle cronache sportive dell'epoca sono evidenziate solo le espulsioni, mentre le ammonizioni solenni risultano sui comunicati ufficiali della Lega Nord.